# ダロア
ダロア(Daloa)は、コートジボワール南西部のサッサンドラ＝マラウェ地方西部の高サッサンドラ州の州都。
2014年の人口は約31.9万人。
周辺にはカカオ生産地域が広がっており、カカオ生産・流通の中枢となっている。

## 歴史
2002年～2004年、第一次コートジボワール内戦の中で何度も戦場になった。
2002年10月16日、政府軍がダロアを奪還し50人の市民を殺害した。
アムネスティ・インターナショナルはこれを「虐殺」と表現した。
コートジボワール愛国運動の軍服を着ていた者だけでなく、ムスリムで有ったり、マリやブルキナファソ、ギニア国籍という理由で殺害された者も居た。
コートジボワール政府は虐殺の調査を行ったが、政府軍に責任は無いという結論になった。
その後政府軍はダロアの支配を回復し、停戦ラインはダロアの街の北に引かれた。
2006年1月、大統領支持派の若者らの組織「若き愛国者」のメンバー300人がダロアの国際連合事務所を襲撃した。
2007年3月、ローラン・バグボ大統領とギヨーム・ソロ反乱軍指導者の間で、ワガドゥーグー平和協定が結ばれた。
彼らは人道に対する罪、戦争犯罪、経済犯罪に加担したが、罪は問われなかった。
2012年2月、国際刑事裁判所はこの事件の調査を開始した。

## 姉妹都市
- ポー(フランス・アキテーヌ地域圏・ピレネー＝アトランティック県)(1984年～)

## 出身者
- ウスマン・ヴィエラ - コートジボワール代表サッカー選手

## 参考
- http://www.anzen.mofa.go.jp/info/info.asp?num=2006T216
- https://www.mofa.go.jp/mofaj/area/cote_d/index.html